# Шосе 1A (Альберта)
Шосе провінції Альберта № 1A — позначення двох альтернативних маршрутів від частини Альберти Трансканадського шосе 1. Однак це не єдина назва, яка використовується для відгалуження біля шосе 1 — ще одне таке позначення — шосе 1X. Попри те, що ці автомагістралі є суфіксами маршрутів шосе 1, вони не є частиною мережі Трансканадських автомагістралей і позначені щитами головних магістралей провінції Альберти замість щитів Трансканадських автомагістралей, які використовуються для шосе 1.

## Шосе1X
Шосе провінції Альберта № 1X — це відгалуження між шосе 1 і шосе 1A приблизно за 7 км на схід від Ексшо біля західного краю Стоуні 142, 143, 144. Він служить єдиним перетином річки Боу між Кенмором на заході та Морлі на сході, забезпечуючи доступ до земель перших націй і громад у цьому районі. Маючи довжину 4,5 км, це одна з найкоротших провінційних магістралей Альберти.